# Білогорський рудник
Білогорський рудник – колишнє гірничодобувне підприємство у Східно-Казахстанській області.
В межах розташованого на лівобережжі Іртишу Калбінського хребта була виявлена зона рідкіснометально-олов’яного зруднення. Зокрема, з 1946-го почали перший видобуток на родовищі Біла гора (Білогорське). Родовище, що мало тантал-ніобієве, олов’яне, берилієве та літієве зруднення, стало одним з основних – поряд із Огнєвсько-Бакенним та Юбілєйним – для Білогорського гірничо-збагачувального комбінату. Втім, останній продукував лише танталовий та олов’яний концентрати, тоді як інші метали накопичувались у хвостосховищах. Разом з Білогорським розроблялось розташоване неподалік Верхньо-Баймурзінське родовище.
Розробка родовища первісно велась кар’єром, а на другому етапі за допомогою підземних виробіток. Руда проходила збагачення на наоежній до рудника Білогорській фабриці, яка мала потужність до 250 тисяч тон на рік, після чого отриманий концентрат відправляли на центральну фабрику доведення Білогорського ГЗК, де відбувалось його розділення на танталовий та олов’яний концентрати. Також білогорська фабрика могла продукувати мусковітовий (слюдяний) концентрат, проте через не найкраще залізничне спорудження таке відбувалось періодично (на відміну від Огнєвської фабрики того ГЗК).
В 1993 році Білогорський ГЗК припинив свою роботу.